# Pseudosparna tucurui
Pseudosparna tucurui es una especie de escarabajo longicornio del género Pseudosparna, categorizada en la tribu Acanthocinini, de la subfamilia Lamiinae. Fue descrita por Monné M. A. & Monné M. L. en 2014.
Mide 5,7-7 mm de longitud. Se distribuye por América del Sur: Brasil.